# Municipio de Sherman (condado de Osceola)
El municipio de Sherman (en inglés: Sherman Township) es un municipio ubicado en el condado de Osceola en el estado estadounidense de Míchigan. En el año 2010 tenía una población de 1042 habitantes y una densidad poblacional de 10,8 personas por km².

## Geografía
El municipio de Sherman se encuentra ubicado en las coordenadas 44°7′26″N 85°22′49″O / 44.12389, -85.38028. Según la Oficina del Censo de los Estados Unidos, el municipio tiene una superficie total de 96.48 km², de la cual 95,91 km² corresponden a tierra firme y (0,59 %) 0,57 km² es agua.

## Demografía
Según el censo de 2010, había 1042 personas residiendo en el municipio de Sherman. La densidad de población era de 10,8 hab./km². De los 1042 habitantes, el municipio de Sherman estaba compuesto por el 97,79 % blancos, el 0,58 % eran amerindios, el 0,38 % eran asiáticos y el 1,25 % eran de una mezcla de razas. Del total de la población el 0,29 % eran hispanos o latinos de cualquier raza.